# نانسي تشو
نانسي تشو (بالإنجليزية: Nancy Zhou)‏ هي عازفة كمان أمريكية، ولدت في 5 يناير 1993.

## وصلات خارجية
- نانسي تشو على موقع ميوزك برينز (الإنجليزية)
- نانسي تشو على موقع ديسكوغز (الإنجليزية)